# مونیکا دومینیک
مونیکا دومینیک (انگلیسی: Monica Dominique؛ زادهٔ ۲۰ ژوئیهٔ ۱۹۴۰) هنرپیشه، آهنگساز، موزیسین جاز، نوازنده پیانو، و رهبر (موسیقی) اهل سوئد است.